# 武田一郎 (地理学者)
武田 一郎（たけだ いちろう）は地理学者。京都教育大学名誉教授。元日本地形学連合会長。理学博士。

## 経歴
1977年東京教育大学理学部地学科地理学専攻卒業。1983年筑波大学大学院地球科学研究科修了、博士。1987年京都教育大学講師。同助教授、同教授を経て、2013年日本地形学連合会長。2019年定年退職、名誉教授。2020年奈良大学教授。2024年退職。